# Син-Яцусиро (станция)
Станция Син-Яцусиро (яп. 新八代駅 Син-Яцусиро-эки) — железнодорожная станция в японском городе Яцусиро, префектура Кумамото, обслуживаемая компанией JR Kyushu.
Кюсю-синкансэн Цубамэ в настоящее время действует от станции Син-Яцусиро до станции Кагосима-Тюо в городе Кагосима, он должен быть продлен на север, до станции Хаката в городе Фукуока и присоединиться к линии Санъё-синкансэн.
Син-Яцусиро также регулярно обслуживает поезда Линии Кагосима.

## История
Станция открыта 13 марта 2004 года, одновременно с открытием участка Кюсю-синкансэн - линии высокоскоростных железных дорог.

## Линии
- JR Kyushu Кюсю-синкансэн
- JR Kyushu Главная линия Кагосима